# Ian Rush
Ian James Rush (St Asaph, Wales, 20 oktober 1961) is een Welsh voormalig voetballer, die speelde als aanvaller. Rush speelde voor clubs als Liverpool en Juventus.

## Clubcarrière
Rush, een aanvaller, begon zijn professionele voetbalcarrière in 1978 in Engeland bij Chester City. Die club speelde op dat moment in een van de lagere reeksen. In zijn tweede seizoen speelde Rush 33 wedstrijden voor Chester City en was goed voor veertien doelpunten. Dit bleef niet onopgemerkt en het leverde hem een transfer naar Liverpool FC op.
Bij die grote club uit Liverpool speelde hij eerst nauwelijks, maar in zijn tweede seizoen veroverde hij meteen een basisplaats. Rush werd een van de belangrijkste spelers van Liverpool en won met de club de ene trofee na de andere. In 1981 en 1984 won hij bijvoorbeeld de Europacup I. Rush won niet alleen prijzen met Liverpool, maar ook hijzelf won prijzen. Zo won hij in 1984 de Soulier d'Or als Europees topschutter van het seizoen. Liverpool is dé club die in de jaren 80 van de 20e eeuw heerste over het voetbal.
Rush kon naar elke club in Engeland vertrekken als hij dat wilde, maar hij koos in 1987 voor het Italiaanse Juventus. Liverpool kreeg £ 3,2 miljoen voor hun sterspeler. Bij Juventus kreeg Ian Rush genoeg speelkansen maar slaagde hij er niet in om te scoren zoals in Liverpool. In zijn eerste seizoen voor Juventus scoorde hij zeven keer. Het zou ook meteen zijn laatste seizoen worden, want in 1988 besloot Rush al om terug naar FC Liverpool te trekken. Juventus kreeg maar £ 2,7 miljoen voor de terugkeer van Rush naar Engeland.
In Liverpool werd de man uit Wales met open armen ontvangen. Rush veroverde er meteen terug zijn basisplaats in het A-elftal en vond al gauw zijn 'torinstinct' terug. Uiteindelijk bleef Rush tot 1996 bij Liverpool voetballen. Op 18 oktober 1992 nam Rush het doelpuntenrecord over van Roger Hunt, die 286 maal scoorde voor The Reds.
Toen trok de aanvaller, die einde contract was bij Liverpool, gratis naar Leeds United. Daar werd hij ook een basispion in het A-elftal maar hij kon er niet scoren zoals bij Liverpool. Slechts drie keer vond hij de weg naar het doel bij Leeds. Rush was op dat moment al 36 jaar en wist dat hij niet meer bij de absolute top behoorde. Hij besloot zijn carrière in schoonheid af te bouwen en trok in 1997 naar Sheffield United. Daar speelde hij nauwelijks en scoorde hij niet en bovendien speelde deze club in de Engelse Tweede Klasse. Toch kon hij in 1998 naar Newcastle United gaan. Rush speelde er tien wedstrijden en scoorde opnieuw geen enkele keer. Een jaar later besloot de ondertussen 38-jarige spits om een punt achter zijn loopbaan als voetballer te zetten.

## Interlandcarrière
Rush speelde 73 interlands voor Wales en scoorde 28 keer in de periode 1980-1996. Hij maakte zijn debuut voor de nationale ploeg op woensdag 21 mei 1980 in de uitwedstrijd tegen Schotland (1-0), toen hij na vijftien minuten inviel voor Ian Walsh van Crystal Palace FC. Zijn 73ste en laatste interland volgde op woensdag 24 januari 1996 in het oefenduel tegen Italië (3-0). Rush nam gedurende zijn interlandcarrière opvallend vaak de winnende treffer voor zijn rekening. Hij was jarenlang topscorer van de nationale ploeg, totdat hij op 22 maart 2018 voorbij werd gestreefd door Gareth Bale. De aanvallende middenvelder van Real Madrid scoorde die dag drie keer in een oefenwedstrijd tegen China, en bracht zijn productie in de nationale ploeg daarmee op 29 doelpunten.
| Interlanddoelpunten | Interlanddoelpunten | Interlanddoelpunten | Interlanddoelpunten       | Interlanddoelpunten | Interlanddoelpunten | Interlanddoelpunten | Interlanddoelpunten       |
| #                   | Datum               | Locatie             | Wedstrijd                 | Goal(s)             | Score               | Uitslag             | Wedstrijd                 |
| ------------------- | ------------------- | ------------------- | ------------------------- | ------------------- | ------------------- | ------------------- | ------------------------- |
| 1                   | 27/05/1982          | Wrexham             | Wales – Noord-Ierland     | 64'                 | 3 – 0               | 3 – 0               | British Home Championship |
| 2                   | 02/06/1982          | Toulouse            | Frankrijk – Wales         | 55'                 | 0 – 1               | 0 – 1               | Vriendschappelijk         |
| 3                   | 22/09/1982          | Swansea             | Wales – Noorwegen         | 31'                 | 1 – 0               | 1 – 0               | EK-kwalificatie           |
| 4                   | 15/12/1982          | Titograd            | Joegoslavië – Wales       | 39'                 | 3 – 2               | 4 – 4               | EK-kwalificatie           |
| 5                   | 23/02/1983          | Londen              | Engeland – Wales          | 14'                 | 0 – 1               | 2 – 1               | British Home Championship |
| 6                   | 12/10/1983          | Wrexham             | Wales – Roemenië          | 14'                 | 1 – 0               | 5 – 0               | Vriendschappelijk         |
| 7                   | 12/10/1983          | Wrexham             | Wales – Roemenië          | 30'                 | 3 – 0               | 5 – 0               | Vriendschappelijk         |
| 8                   | 26/02/1985          | Wrexham             | Wales – Noorwegen         | 44'                 | 1 – 1               | 1 – 1               | Vriendschappelijk         |
| 9                   | 27/03/1985          | Glasgow             | Schotland – Wales         | 37'                 | 0 – 1               | 0 – 1               | WK-kwalificatie           |
| 10                  | 30/04/1985          | Wrexham             | Wales – Spanje            | 44'                 | 1 – 0               | 3 – 0               | WK-kwalificatie           |
| 11                  | 30/04/1985          | Wrexham             | Wales – Spanje            | 86'                 | 3 – 0               | 3 – 0               | WK-kwalificatie           |
| 12                  | 26/03/1986          | Dublin              | Ierland – Wales           | 17'                 | 0 – 1               | 0 – 1               | Vriendschappelijk         |
| 13                  | 01/04/1987          | Wrexham             | Wales – Finland           | 7'                  | 1 – 0               | 4 – 0               | EK-kwalificatie           |
| 14                  | 29/04/1987          | Wrexham             | Wales – Tsjecho-Slowakije | 82'                 | 1 – 1               | 1 – 1               | EK-kwalificatie           |
| 15                  | 01/06/1988          | Ta' Qali            | Malta – Wales             | 74'                 | 2 – 3               | 2 – 3               | Vriendschappelijk         |
| 16                  | 04/06/1988          | Brescia             | Italië – Wales            | 38'                 | 0 – 1               | 0 – 1               | Vriendschappelijk         |
| 17                  | 17/10/1990          | Cardiff             | Wales – België            | 29'                 | 1 – 1               | 3 – 1               | EK-kwalificatie           |
| 18                  | 14/11/1990          | Luxemburg           | Luxemburg – Wales         | 16'                 | 0 – 1               | 0 – 1               | EK-kwalificatie           |
| 19                  | 05/06/1991          | Cardiff             | Wales – Duitsland         | 67'                 | 1 – 0               | 1 – 0               | EK-kwalificatie           |
| 20                  | 20/05/1992          | Boekarest           | Roemenië – Wales          | 52'                 | 5 – 1               | 5 – 1               | WK-kwalificatie           |
| 21                  | 09/09/1992          | Cardiff             | Wales – Faeröer           | 5'                  | 1 – 0               | 6 – 0               | WK-kwalificatie           |
| 22                  | 09/09/1992          | Cardiff             | Wales – Faeröer           | 64'                 | 4 – 0               | 6 – 0               | WK-kwalificatie           |
| 23                  | 09/09/1992          | Cardiff             | Wales – Faeröer           | 89'                 | 6 – 0               | 6 – 0               | WK-kwalificatie           |
| 24                  | 31/03/1993          | Cardiff             | Wales – België            | 39'                 | 2 – 0               | 2 – 0               | WK-kwalificatie           |
| 25                  | 06/06/1993          | Toftir              | Faeröer – Wales           | 69'                 | 0 – 3               | 0 – 3               | WK-kwalificatie           |
| 26                  | 08/09/1993          | Cardiff             | Wales – Tsjecho-Slowakije | 35'                 | 2 – 1               | 2 – 2               | WK-kwalificatie           |
| 27                  | 13/10/1993          | Cardiff             | Wales – Cyprus            | 86'                 | 2 – 0               | 2 – 0               | WK-kwalificatie           |
| 28                  | 23/05/1994          | Tallinn             | Estland – Wales           | 56'                 | 0 – 1               | 1 – 2               | Vriendschappelijk         |

## Erelijst

### Club
Liverpool FC
- Europacup I: 1980/81, 1983/84
- Football League First Division: 1981/82, 1982/83, 1983/84, 1985/86, 1989/90
- League Cup: 1980/81, 1981/82, 1982/83, 1983/84, 1994/95
- FA Charity Shield: 1982, 1986 (gedeeld), 1990
- FA Cup: 1985/86, 1988/89, 1991/92
- Football League Super Cup: 1985/86

Individueel
- PFA Young Player of the Year: 1983
- PFA Players' Player of the Year: 1984
- FWA Footballer of the Year: 1984
- BBC Wales Sports Personality of the Year: 1984
- PFA First Division Team of the Year: 1983, 1984, 1985, 1987, 1991
- PFA Team of the Century (1977-1996): 2007
- Europees topschutter van het seizoen: 1984
- First Division Golden Boot: 1984
- Liverpool Top Goalscorer: 1981/82, 1982/83, 1983/84, 1985/86, 1986/87, 1990/91, 1992/93, 1993/94
- FAI International Football Awards – International Personality: 2010